# Poljarni
Poljarni (rusko Поля́рный) je mesto in glavno mesto zaprte občine Aleksandrovsk v Murmanski oblasti v Rusiji na skrajno zunanji strani na desnem bregu Kolskega zaliva. Leta 2010 je imelo mesto 17.293 prebivalcev. V mestu je oporišče Severne flote in 10. ladjedelnica, ki se ukvarja z vzdrževanjem vojaških ladij in razrezom upokojenih ladij. V oporišču so dizel-električne podmornice in korvete.
Prejšnja imena mesta so Aleksandrovsk (do 15. marca 1926), Aleksandrovskoje (do 11. marca 1931) in Poljarnoje (do 19. septembra 1939).
Mesto je bilo ustanovljeno leta 1896 in poimenovano Aleksandrovsk (Алекса́ндровск) po ruskem imperatorju Aleksandru III. 20. junija 1899 je naselje dobilo mestne pravice.
Po mestu je poimenovan minolovec Poljarni v gradnji za Severno floto.
V knjigi Toma Clancyja in filmu Lov na Rdeči oktober odpluje podmornica razreda Akula iz Poljarnega.